# Nazaré Confusa

Imagem do meme

Nazaré Confusa é um meme de internet que se originou a partir da personagem Nazaré Tedesco, interpretada por Renata Sorrah na telenovela brasileira Senhora do Destino, veiculada pela TV Globo entre os anos de 2004 e 2005. O projeto Museu de Memes o cataloga, e é citado no livro Os 198 Maiores Memes Brasileiros que Você Respeita, de Kleyson Barbosa. O meme ficou conhecido ainda como "Nazaré de Exatas".

## Características
O meme apresenta uma montagem exibindo a expressão confusa da personagem de Renata Sorrah com várias fórmulas de física e matemática ao fundo. Trata-se do momento em que Nazaré, após invadir a casa da rival Maria do Carmo, é levada presa. Já dentro de sua cela, Nazaré observa o local ao seu redor, e recorda um diálogo seu com outra personagem, a Viviane, vivida por Letícia Spiller.

## Repercussão

### Mundo
A repercussão internacional foi grande a ponto que era comum sites estrangeiros explicarem "quem é a mulher por trás do meme". Em seu auge, tweets em diversas línguas brincaram com o rosto da personagem Nazaré Tedesco. À época da eleição norte-americana de 2016, internautas usaram o GIF do meme para fazer piada do debate entre os candidatos Donald Trump e Hillary Clinton; alguns chegaram a ter mais de 48 mil retweets. O meme figurou ainda numa matéria publicada setembro de 2017 pelo site Global Voices, na qual o autor afirma que para entender política, notícias e novelas no Brasil, o leitor precisa acompanhar os memes. Em 2019, o site Mashable, referência em notícias de tecnologia na internet, não apenas utilizou o meme, mas atribuiu crédito na imagem como "Senhora do Destino".
| “                                           | Olho para um lado e para o outro, sei lá o que é, um meme, né? Não sabia, não tinha noção disso. Sei que faz muito sucesso no Brasil. Todo mundo acompanha, tem vários memes de várias coisas, é uma loucura, mas que tinha ido para os Estados Unidos eu não sabia, eles não sabem quem é. | ” |
| — Renata Sorrah, acerca de seu próprio meme | |   |

### TV Globo
A emissora chegou a fabricar camisetas em parceria com outras lojas usando o meme, assim como da Cuca do Sítio do Picapau Amarelo. Aproveitando a repercussão, o canal anunciou a segunda reprise de Senhora do Destino em 2017 no Vale a Pena Ver de Novo, que rapidamente aumentou os índices da principal faixa de reapresentações do canal.